# پتروفسکی (شهرستان پانکروشیخینسکی، سرزمین آلتای)
پتروفسکی (به لاتین: Petrovsky) یک منطقهٔ مسکونی در روسیه است که در سرزمین آلتای واقع شده‌است.